# S.I.S. 필살처형
S.I.S. 필살처형(Extreme Justice)은 미국에서 제작된 마크 L. 레스터 감독의 1993년 액션, 범죄, 드라마 영화이다. 루 다이아몬드 필립스 등이 주연으로 출연하였다.

## 출연

### 주연
- 루 다이아몬드 필립스
- 스콧 글렌
- 첼시 필드

### 조연
- 야펫 코토
- 앤드류 디보프
- 리처드 그로브
- 윌리엄 러킹
- L. 스콧 캘드웰
- 래리 홀트

## 제작진
- 미술: 리처드 L. 존슨
- 의상: 캐스린 모리슨
- Ass-PD: 로버트 보리스
- 배역: 캐시 헨더슨
- 배역: 톰 맥스위니